# Эшерские кромлехи
Эшерские кромлехи — могильник вторичного захоронения, археологический памятник позднего бронзового — начала железного веков в селе Нижняя Эшера в Республике Абхазия.

## Обнаружение
Два кромлеха были обнаружены случайно, во время земляных работ на пришкольном участке Эшерской средней школы (посёлок Кутышьха). Один сохранился хорошо, второй почти наполовину был разрушен. Раскопки эшерских кромлехов производились в течение двух полевых сезонов в 1969 и 1970 годах под руководством Г. К. Шамба.

## Описание
Оба кромлеха стояли в полуметре друг от друга, из чего был сделан вывод об одновременности их сооружения. Обследование показало, что оба памятника являлись местом коллективного погребения посредством обряда вторичного захоронения. Каждый кромлех имел круглые в плане очертания и состоял их четырёх концентрических кругов. В качестве строительного материала использовались крупные валуны из песчаника. У обоих кромлехов камни-монолиты поставлены вертикально, вплотную друг к другу. Промежутки между ними тщательно заложены мелкими камнями. Центральные части кромлехов являлись наиболее привилегированными — там перезахоронены останки умерших вместе с погребальным инвентарём. Погребальный инвентарь представлен керамикой, кинжалами, наконечниками стрел, булавками, подвесками, пряжками, бусами и пр. Иногда над вертикально поставленными каменными глыбами укладывались горизонтальные камни. Для сооружения кромлехов рыли ямы, куда устанавливались примерно на одну треть высоты камни-столбы, а затем пустое пространство засыпалось мелким гравием и галькой. На дно сооружения насыпалась мелкая галька, преимущественно зеленоватого цвета. Она доставлялась с морского берега. Основным слоем, в котором содержатся человеческие останки вместе с погребальным инвентарём, является нижний слой — эпохи поздней бронзы. Позже кромлехи существовали уже как культовые сооружения.
Кромлехские сооружения возникали на сознательно выбранном значимом месте — заметном и господствующем над окружающей местностью. Послойное обследование памятника показало, что кромлехи служили костехранилищами людей. Захоронения осуществлялись на протяжении длительного времени. Затем они превращались в своего рода святилища. Погребальные ритуалы вторичных обрядов захоронений на территории Абхазии были известны до открытия эшерских кромлехов — по материалам дольменов села Эшера, кувшинного захоронения на холме Верещагина, могильника в селе Приморском.